# Изгнание албанцев (1877—1878)
Изгнание албанцев в 1877—1878 годах (алб. Dëbimi i shqiptarëve 1877-1878) представляло собой насильственную миграцию албанского населения с территорий, включённых в состав княжеств Сербия и Черногория в 1878 году. Войны с этими государственными образованиями, как и более масштабная Русско-турецкая война 1877—1878, закончились поражением и существенными территориальными потерями для Османской империи, что было официально зафиксировано в ходе Берлинского конгресса. Изгнание албанцев было частью более широкого процесса преследования мусульман на Балканах во время политического упадка Османской империи.
Накануне конфликта между Черногорией и османами (1876—1878) значительное количество албанского населения проживало в Шкодринском санджаке. В последовавшей Черногорско-османской войне сильное сопротивление черногорским войскам в городах Подгорица и Спуж стало причиной изгнания их албанского и славянского мусульманского населения, которое переселилось в Шкодер.
До османо-сербского конфликта 1876—1878 годов значительное, местами компактное и преимущественно сельское албанское население наряду с некоторым количеством турок проживало с сербами в санджаке Ниш. На протяжении всей войны албанское население в зависимости от района по-разному реагировало на прибывавшие в них сербские силы, либо оказывая им сопротивление, либо убегая в близлежащие горы или османское Косово. Хотя большинство этого албанского населения было изгнано сербскими войсками, небольшому его количеству было разрешено остаться в долине Ябланица, где и поныне проживают их потомки. Сербы из долины реки Лаб в Косово перебрались в Сербию во время и после первого этапа военных действий в 1876 году, а албанские беженцы после 1878 года заселяли оставленные ими деревни. Албанские беженцы также оседали вдоль северо-восточной османо-сербской границы, в городских районах и в более чем 30 населённых пунктах, расположенных в центральной и юго-восточной части Косово.
Османские власти не могли в достаточной мере удовлетворить нужды прибывающих на их территории беженцев, которые враждебно относились к местному сербскому населению, совершая на него нападения из мести. Изгнание албанского населения в 1877—1878 годах осуществлялось такими методами, которые по нынешним меркам можно было бы квалифицировать как этнические чистки, поскольку жертвами насильственной депортации становились не только комбатанты, но и мирные жители. Эти албанские беженцы и их потомки стали именоваться в албанском языке «мухаджирами», в соответствии с общим обозначением мусульманских беженцев в османском языке, происходящим, в свою очередь, из арабского языка. События этого периода стали причиной возникновения албано-сербского конфликта и напряжённых отношений между этими народами.

## Шкодринский санджак
Накануне Османо-черногорской войны (1876—1878) значительное албанское население проживало в Шкодринском санджаке. В ходе конфликта черногорской армии удалось захватить некоторые районы и населённые пункты вдоль границы с Османской империей, столкнувшись при этом с сильным сопротивлением албанцев в Улцине и объединёнными албанско-османскими силами в районах Подгорица-Спуж и Гусине-Плав. Благодаря этому итоговые территориальные приобретения Черногории были намного меньше предусмотренных по Сан-Стефанскому мирному договору. Некоторое количество мусульман-славян и албанцев, проживавших вблизи тогдашней южной черногорской границы, были изгнаны из Подгорицы и Спужа и осели в городе Шкодер и его окрестностях. Албанская элита добровольно переселилась в Шкодер после включения Улциня в состав Черногории в 1880 году.